# V639 Cassiopeiae
Désignations
V639 Cassiopeiae (abrégé en V639 Cas), autrement nommée HD 225094 ou HR 9097, est une supergéante bleue et une étoile variable de sixième magnitude de la constellation de Cassiopée. Elle se trouve dans la direction de l'association OB5 de Cassiopée. D'après la mesure de sa parallaxe annuelle par le satellite Hipparcos, l'étoile est située à approximativement ∼ 2 500 a.l. (∼ 766 pc) de la Terre. Elle s'en rapproche à une vitesse radiale héliocentrique de −41 km/s.

## Caractéristiques
V639 Cassiopeiae est une supergéante bleue de type spectral B2.9Iab. Son spectre montre des variations dans les raies Hα et Hβ. Un spectre détaillé de l'étoile été établi grâce à des observations s'étalant sur un an et réalisées à l'Observatoire d'astrophysique de Shamakhy. Elles montrent que les composantes en absorption et en émission de la raie Hα disparaissent à certains moments. Tous ces changements indiquent que la structure de son atmosphère varie rapidement et qu'elle est le siège de mouvements complexes. Ces variations pourraient de plus être associées à un vent stellaire non-sphérique.
V639 Cassiopeiae est également une étoile variable de type Alpha Cygni, dont la magnitude apparente varie entre 6,19 et 6,28 selon une période de variation donnée de 2,88 jours. Sa variabilité a été découverte en 1982 par sérendipité, à l'occasion d'une étude qui portait sur l'étoile proche HD 108.
L'étoile est estimée être 10 ou 12 fois plus massive que le Soleil et elle est âgée d'environ 20 millions d'années. Sa température de surface est de 16 200 K et elle tourne sur elle-même à une vitesse de rotation projetée de 40 km/s. Elle possède un compagnon proche situé à une séparation de 0,2 seconde d'arc seulement et découvert en 1986 par interférométrie des tavelures.